# در جستجوی آقای سرنوشت
در جستجوی آقای سرنوشت (انگلیسی: Finding Mr. Destiny؛ کره‌ای: 김종욱 찾기) فیلم کمدی رمانتیک محصول سال ۲۰۱۰ کره جنوبی با بازی ایم سو جونگ و گونگ یو است. این فیلم، یک اقتباس از موزیکال معروف سال ۲۰۰۶ از جانگ یو جونگ است. در جستجوی آقای سرنوشت در ۹ دسامبر ۲۰۱۰ منتشر شد.

## بازیگران
- ایم سو جونگ در نقش سو جی وو
- گونگ یو در نقش هان گی جون
- چون هو جین در نقش سرهنگ سو، پدر جی وو
- ریو سونگ سو
- جون سو کیونگ در نقش سو کیونگ
- لی چونگ آه در نقش جی هه، خواهر جی وو
- یون سا بونگ در نقش خانم جونگ
- لی جه هون در نقش وو هیونگ
- کیم مین جی در نقش چری
- جونگ گیو سو در نقش مدیر آژانس مسافرتی
- لی جون ها در نقش وو ری
- لی جی ها در نقش مشتری
- جو هان چول در نقش مدیر

### حضور افتخاری
- جانگ یونگ نام در نقش خواهر بزرگتر گی جون
- شین سونگ روک در نقش کاپیتان چوی دوست‌پسر خلبان جی وو
- جونگ سونگ هوا در نقش راننده اتوبوس
- اوه نا را در نقش هیو جونگ
- چوی ایل هوا در نقش مشتری
- کیم مو یول در نقش کارمند ایرلاین
- چوی جی هو در نقش کیم جونگ ووک، بازیکن فوتبال
- وون کی جون در نقش کیم جونگ ووک، پزشک
- جونگ جون ها در نقش کیم جونگ ووک، کشاورز
- اوه مان سوک در نقش کیم جونگ موک
- کیم دونگ ووک در نقش دکتر جونگ، دوست‌پسر جی هه
- اوم کی جون در نقش کیم جونگ ووک
- پاول استافورد در نقش توریست
- پارک هون در نقش کارآگاه